# 海伦波利斯
40°43′24″N 29°30′08″E / 40.72339°N 29.50224°E
海伦波利斯（希臘語：Ἑλενόπολις），或德累潘纳（Δρέπανα、德累潘农（Δρέπανον）为古代希腊−罗马以及拜占庭时期位于小亚细亚比提尼亞的一个城镇与教区，位于伊茲密特灣南侧。其位于今土耳其亚洛瓦省阿爾特諾瓦的Hersek村，被认为是聖海倫納的出生地。

## 历史
根据6世纪历史学家普罗科匹厄斯的记载，海伦纳之子君士坦丁大帝将城市更名为「海伦波利斯」，以纪念母亲出生之地
海伦波利斯教区为尼科米底亚都主教区的一个副主教教区。其处在天主教會的教区列表中。